# Antônio Carlos Roy
Antônio Carlos Mendes de Souza, conhecido como Antônio Carlos Roy ou simplesmente Roy, é um treinador de futebol brasileiro, integrante da safra do século XXI, com destaque em times ditos "pequenos" do Rio de Janeiro. Atualmente é técnico do Rio Branco VN-ES, onde foi campeão do campeonato capixaba 2020.

## Carreira
Roy foi jogador do Vasco, tendo também jogado no Tupi, porém um grave problema de joelho obrigou-o a se retirar dos gramados muito antes de qualquer incursão no futebol profissional.
Sua carreira de treinador começa no Barreira (atual Boavista), equipe de Saquarema, comandando as divisões de base. Em 2002, passa a treinar a equipe profissional do Casimiro de Abreu, já se sagrando campeão da Série C de 2002 com uma incrível série de dez vitórias em dez jogos.
Em 2004 comanda o Friburguense no Campeonato Carioca, chegando às semifinais da Taça Rio e deixando o time na sexta posição geral. Além disso, é eleito o melhor técnico da competição. Já em 2005 disputou a Copa do Brasil e foi eliminado pelo Internacional, na segunda fase da competição.
Em 2006, é chamado no segundo turno para tentar salvar a Portuguesa-RJ do rebaixamento da Série A do Carioca: apesar de ter conquistado a única vitória do time no torneio, os cinco pontos obtidos não impedem a queda da "Lusinha". Na sequência, volta ao Boavista (desta vez para comandar os profissionais) no começo da Série B. Porém, mesmo invicto, é demitido da equipe que se sagraria campeã e ascenderia à Série A.
Em 2007, Roy começa a dar a volta por cima e tem o seu melhor ano no currículo. Vence o Estadual do Espírito Santo com o Linhares FC no primeiro semestre. No segundo, leva, após nove anos, um time capixaba à segunda fase da Série C (que, então, era a última divisão do futebol brasileiro). Ainda em 2007 consegue o acesso à Série A do Campeonato Carioca com o Resende, sendo campeão da Série B.
Segue no time para a disputa da Série A de 2008, na qual obtém um nono lugar. No segundo semestre, é emprestado ao Bangu, conquistando o bicampeonato da Série B e resgatando o tradicional clube carioca à primeira divisão.
Todavia, é somente na Série A de 2009 que passa a receber maior reconhecimento, ao classificar o Resende à semifinal da Taça Guanabara (graças à perda de seis pontos do Vasco no TJD) e, em seguida, eliminar o Flamengo no Maracanã. Apesar disso, o time perde a final do primeiro turno para o Botafogo e tem um fraco desempenho no segundo turno, terminando novamente no nono lugar geral.
No mesmo ano é contratado pelo Madureira e conquista o vice-campeonato da Copa Rio 2009, classificando o time à Série D do Brasileirão de 2010. Em seguida, disputa a primeira edição da Série D, mas é eliminado ainda na primeira fase.
Em 2010 volta a terminar a Série A em nono lugar (pelo terceiro ano seguido), desta vez à frente do Tricolor Suburbano. É emprestado à Cabofriense, junto à comissão técnica e a alguns atletas, para a disputa da Série B de 2010 já no meio da competição. Classifica o time à segunda fase e depois volta a se sagrar campeão (também pelo terceiro ano seguido), sendo novamente eleito o melhor técnico da competição. Comandando dois times de forma simultânea (Madureira e Cabofriense), já que a Série D tivera início antes da conclusão da Série B Estadual, o técnico consegue o feito de conquistar 4 pontos no mesmo dia, o que lhe rende uma reportagem no Jornal Nacional.
Pela Série D, conquista mais um acesso em sua trajetória, o primeiro em competições nacionais (tal qual o time carioca): no dia de 16 de outubro, coroando uma campanha, o Madureira goleia o Operário-PR por 6-2 em casa, após ter vencido o time rival por 4-2 no Paraná. Nas semifinais, é eliminado surpreendentemente pelo América-AM, fazendo deste o primeiro acesso sem título de Roy.
Em 2011, continuou na Madureira, porém, com aproveitamento inferior ao do ano anterior, teve sua pior colocação no Estadual desde o rebaixamento com a Portuguesa em 2006 e apenas livrou o clube da queda na Série C do Brasileiro. Em função de questões financeiras, Madureira e Roy acertaram o desligamento do técnico, logo após o seu centésimo jogo no time, ainda na primeira fase da Copa Rio 2011.
Em novembro de 2011, Roy acerta com o America para a disputa da Série B do Carioca de 2012. Após uma série de três derrotas em cinco jogos, é demitido do time da Rua Campo Salles, o que contraria alguns jogadores. Ainda naquele ano, é contratado pelo Sampaio Corrêa-RJ, após a ida de Zaluar para o São João da Barra, mas fracassa pela primeira vez na tentativa de conquistar o acesso à Série A do Carioca. Ainda em 2012, é chamado pelo Tupi para tentar impedir o rebaixamento do time mineiro à Série C do Brasileiro, mas, pela terceira vez no ano, não obtém sucesso e o time cai com uma rodada de antecedência. Ainda assim, é convidado a renovar o contrato, mas recusa a proposta.
Em 2013, volta à Cabofriense para treinar o time na Segunda Divisão do Campeonato Carioca. Mesmo com o segundo colocar no 1º turno, é demitido às vésperas do jogo contra o América de Três Rios, sendo substituído por Toninho Andrade. Com a base montada por Roy, o Tricolor da Região dos Lagos sagra-se campeão da Série B.
Em 2014, retorna ao comando do Madureira para treinar o time na Primeira Divisão do Campeonato Carioca. Em março do mesmo ano ele deixa o comando do clube. Porém em Julho de 2014 ele aceita o convite para treinar o  São Cristóvão do Rj, para disputar a Série C do carioca que está em andamento.
Em 6 de Novembro de 2014, Antônio Carlos Roy acertou sua ida para o Boavista Sport Club, depois de comandar recentemente a campanha de acesso à Série B do Campeonato Carioca com o São Cristóvão, o treinador fechou na manhã desta segunda-feira com o time de Saquarema para a disputa do restante da Copa Rio. Em 19 de Fevereiro de 2015, Roy é demitido do comando do clube após mais uma derrota para o Flamengo, Roy deixa o clube na lanterna do Campeonato Cariocade 2015, em cinco rodadas o Boavista Sport Club conquistou apenas um ponto com aproveitamento de 6,7% sob o comando do treinador. Porém no mesmo ano, acertou com o Olaria, para a Série B do Carioca. deixando o clube após fraca campanha na Taça Santos Dumont.
Mas Roy não ficou muito tempo desempregado, pois acertou com o São Gonçalo FC para a reta final da Segundona do Carioca.

### Novo retorno ao Madureira
No dia 18 de setembro de 2018, acertou a sua volta ao Tricolor Suburbano. A sua 3ª passagem pelo Madureira Durou apenas 7 partidas, com 4 derrotas e 3 empates.

## Títulos
Rio Branco VN
Campeonato Capixaba: 2020
Linhares
- Campeonato Capixaba: 2007

Madureira
- Copa Rio: 2011

Casimiro de Abreu
- Campeonato Carioca - Série C: 2002

Boavista
- Campeonato Carioca 2ª divisão: 2006

Cabofriense
- Campeonato Carioca 2ª divisão: 2010 e 2013

Resende
- Campeonato Carioca 2ª divisão: 2007

Bangu
- Campeonato Carioca 2ª divisão: 2008

### Outras campanhas destacadas
- Vice-campeonato da Taça Guanabara: (2009).
- Vice-campeonato da Copa Rio: (2009).
- Vice-campeonato do Campeonato Brasileiro - Série D: (2010).

## Prêmios
• Melhor técnico do campeonato capixaba: 2020
- Melhor técnico do Campeonato Carioca: 2004
- Melhor técnico do Campeonato Carioca - Série B: 2008 e 2010